# Amphitruo

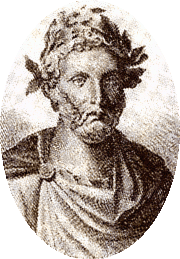
Tito Mácio Plauto (Sarsina, entre 255 e 250 a.C. – 184 a.C.)

Anfitrião (em latim: Amphitruo) é uma comédia, em cinco atos e um prólogo, escrita pelo autor latino Plauto, presumivelmente por volta da metade do século III a.C. e representada, muito provavelmente, no ano 206 a.C. O título da obra é extraído de um do protagonistas, o comandante do exército tebano Anfitrião, enquanto os outros personagens são os deuses Júpiter e Mercúrio, os mortais Alcmena e Sósia – respectivamente mulher e escravo de Anfitrião –, além de dois personagens menores: o piloto Blefarão e a serva Brômia.
Normalmente as comédias representavam fatos relativos a personagens populares, não divindades ou sujeitos míticos, dos quais na verdade se ocupava a tragédia; por isso, no prólogo de “Anfitrião”, o próprio poeta, por meio do personagem Mercúrio, define a sua obra como uma tragicomédia. O texto que nos foi legado apresenta uma grande lacuna em quase todo o ato IV. Herculano Bárbaro, um gramático do século XV, baseado no argumento e em alguns fragmentos restantes, preencheu a lacuna para que se pudesse representar a peça.

## Personagens
- Anfitrião - Comandante-em-chefe dos tebanos
- Alcmena - Mulher de Anfitrião
- Júpiter - O rei dos deuses
- Mercúrio - O mensageiro dos deuses
- Sósia ("que salva", em grego) - Escravo de Anfitrião
- Blefarão ("que vê" ou "que pestaneja", em grego) - General tebano, amigo de Anfitrião
- Brômia ("que vibra", em grego) - Criada de Alcmena
- Téssala - Criada de Alcmena

## O enredo

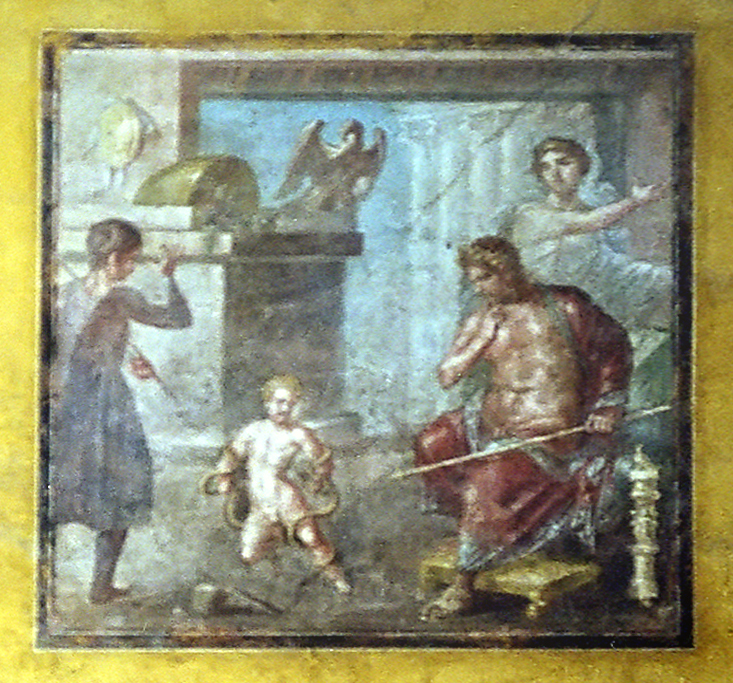
Hércules recém-nascido. O afresco se encontra na Casa dos Vécios, na cidade de Pompeia, sul da Itália, a cerca de três horas de Roma

A trama se desenvolve na cidade grega de Tebas. Tomado de amor por Alcmena, o deus Júpiter assume a aparência de seu marido, o general Anfitrião, e desfruta dos encantos da amada, enquanto o verdadeiro Anfitrião se encontra ausente, comandando as legiões tebanas na guerra contra os inimigos da pátria. O maior dos deuses é auxiliado no ardil por Mercúrio, que por sua vez toma a forma de Sósia, escravo de Anfitrião.
Quando retornam vitoriosos da guerra, Anfitrião e Sósia se defrontam com as respectivas réplicas, o que dá o mote para as situações cômicas que daí se seguem: uma sucessão de mal-entendidos e uma intrincada confusão de identidades, que leva Anfitrião a acusar Alcmena de adultério. Ao fim tudo se esclarece e Alcmena dá à luz dois gêmeos; um deles é filho de Anfitrião, enquanto o segundo é Hércules, filho de Júpiter – logo, um semideus.

## A peça

### Prólogo
O prólogo da peça é um monólogo de Mercúrio, filho de Júpiter e mensageiro dos deuses. De saída, ele apresenta ao público uma surpresa: ao explicar o argumento da peça, define-a não como uma comédia, tampouco como uma tragédia, mas como uma fusão dos dois gêneros – portanto, uma tragicomédia. Como elemento essencialmente cômico, a peça contava com a participação de um escravo (Sósia) no rol de personagens principais; por outro lado, a presença de deuses na trama a aproximava mais do gênero tragédia.
Primeiro vou dizer aquilo que vos vim dizer; depois vou revelar o argumento desta tragédia. Por que é que franziste o sobrolho? Por ter dito que seria uma tragédia? Sou deus, de modo que, se quereis, posso mudar já isto; farei que de tragédia passe a comédia, e exatamente com os mesmos versos. Quereis que sim ou que não? Mas que bobagem, eu que sou deus, estar sem saber o que vós quereis; conheço perfeitamente vossa opinião sobre o assunto. O que eu vou fazer é que seja uma peça mista, uma tragicomédia, porque não me parece adequado que tenha um tom contínuo de comédia a peça em que aparecem reis e deuses. E então, como também entra nela um escravo, farei que seja, como já disse, uma tragicomédia.
Em seguida, Mercúrio adota um tom moralista e condena com veemência aqueles que, em busca de prestígio e popularidade, alugavam pessoas para se misturar à plateia e aplaudir suas peças. Segundo ele, o trabalho de cada comediante deveria ser apreciado segundo o seu real valor, e não segundo os favores prestados – reflexão que ele estende a toda a sociedade, o que pode ser interpretado como uma crítica ao fisiologismo político.
Deseja ele [Júpiter] que sejam punidos os que procurarem conquistar a palma para os comediantes ou algum artífice, quer por cartas, quer por mensageiros. E que sejam igualmente punidos os próprios comediantes, se tal fizerem; e que sejam até punidos  os edis que derem os prêmios com me fé. E que sejam todos punidos pela mesma lei que castiga quem, por maus processos, conseguiu magistratura para si ou para outrem.
Disse ele que vossas vitórias vieram do valor, não da intriga e da má fé. Por que razão não deverá a lei para os comediantes ser a mesma que existe para os cidadãos mais importantes? É pelo valor e não pelos favores que se devem conquistar os cargos; aquele que procede bem terá sempre bastantes sequazes, se houver boa fé nas pessoas de quem as coisas dependem.
Por fim, Mercúrio resume o argumento da peça. Revela ao público que ele mesmo e o deus supremo, Júpiter, atuariam como comediantes. A peça teria lugar em Tebas, cidade onde vivia Anfitrião, casado com Alcmena e comandante-em-chefe do exército tebano. Os tebanos estavam em guerra com os teléboas, por isso Anfitrião estava longe de casa. Antes de partir para a guerra, o marido engravidara a esposa e a deixara esperando por ele. Mas, antes que Anfitrião pudesse regressar dos campos de batalha, o deus Júpiter, que lá tinha os seus caprichos, apaixonara-se por Alcmena e, sem que ninguém o soubesse, assumira o lugar de Anfitrião. Sob o disfarce do general tebano, Júpiter fizera Alcmena acreditar de boa fé que o marido já voltara da guerra. Naquele preciso momento, os dois passavam uma noite de amor.
Enquanto isso, Mercúrio tomara para si a fisionomia de Sósia, escravo de Anfitrião que acompanhava o amo na guerra. Tudo para poder circular pela casa sem levantar suspeitas e assim ajudar Júpiter a obter sucesso no plano. No entanto, naquele mesmo instante, Sósia regressa da guerra. E Mercúrio precisa detê-lo.

### Ato I

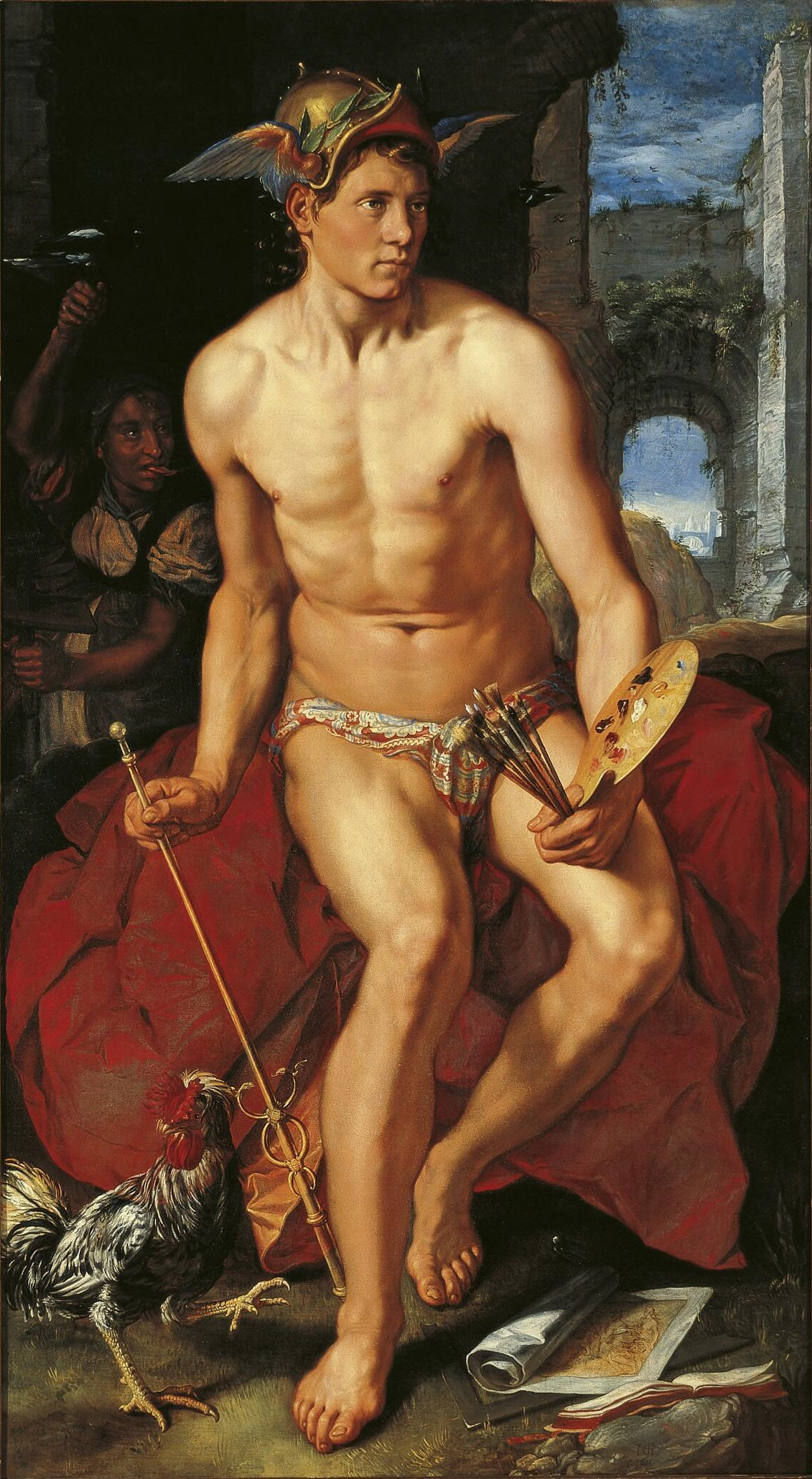
Mercúrio, filho e mensageiro de Júpiter, em afresco de Hendrik Goltzius (1558 - 1617), um dos grandes nomes da pintura barroca holandesa. Feita em 1611, por encomenda de Johan Colterman, a pintura é parte de uma série completada por retratos de Hércules e de Minerva

A mando de seu amo, Anfitrião, Sósia volta da guerra em plena madrugada para dar à esposa daquele, Alcmena, a notícia da vitória dos tebanos sobre os teléboas. Dirigindo-se à plateia, ele relata como as legiões tebanas venceram a guerra e assim garantiram o trono ao rei Creonte, sob o comando de Anfitrião, que se destacara no campo de batalha e matara pessoalmente el-rei Ptérela, líder das tropas inimigas. Para render homenagem a Anfitrião, os teléboas lhe haviam obsequiado a taça de ouro por onde Ptérela costumava beber. E, logo após a vitória, Anfitrião havia despachado o escravo de volta a Tebas portando a notícia a Alcmena.
Enquanto isso, o deus Júpiter – que se apaixonara por Alcmena e tomara a forma de Anfitrião – passa a noite a desfrutar da beleza da esposa do comandante tebano, com a qual divide o leito. Alcmena de nada desconfia e julga estar na presença de seu verdadeiro marido. Montando guarda à entrada da casa, para que o pai não seja importunado, encontra-se o deus Mercúrio, que por sua vez havia adquirido a forma do próprio Sósia.
Assim, quando chega à casa do amo, Sósia se defronta com Mercúrio, que o impede de adentrar o recinto. Bloqueando-lhe a passagem, o filho de Júpiter ameaça bater no escravo. Ambos discutem. Mercúrio acusa Sósia de mentir e bate-lhe duramente. Em seguida, diz ao outro que é ele o verdadeiro Sósia, ao que se segue uma intensa e cômica discussão. Em face dos argumentos de Mercúrio, Sósia chega a pôr em dúvida a própria identidade. Mesmo assim, insiste em entrar na residência do amo, mas Mercúrio o enxota sob a ameaça de nova agressão. Sósia por fim se vai, questionando-se a própria identidade.
Sozinho em cena, Mercúrio enfim expõe o plano completo à plateia e lhe antecipa que Alcmena daria à luz dois filhos: um gerado por Anfitrião e o outro por Júpiter. A princípio, segundo Mercúrio, Anfitrião acusaria a mulher de traição, mas Júpiter não permitiria que um mortal ficasse desonrado em virtude de seus próprios atos.
Nisso, entram em cena Júpiter e Alcmena. Sempre se passando por Anfitrião, o deus se despede da mulher, após a noite de amor. Em vão, Alcmena tenta convencê-lo a ficar, mas ele alega que precisa voltar logo ao comando de seu exército, antes que os homens deem por sua ausência. Júpiter parte escoltado por Mercúrio, não sem antes presentear a amada com a mesma taça que pertencia a Ptérela, comandante das legiões inimigas, e que fora regalada por estas ao verdadeiro Anfitrião após a guerra.

### Ato II
Já na manhã do dia seguinte, Sósia retorna do porto com o verdadeiro Anfitrião. Depois do que lhe havia sucedido de madrugada, o escravo passara a acreditar que estava em dois lugares ao mesmo tempo. Em vão, tenta convencer o amo disso, mas Anfitrião atribui a estranha história à loucura ou à provável embriaguez de Sósia. Ambos chegam à casa e, diante da entrada, deparam com Alcmena, que já se encontra grávida.
O marido então a saúda com a gravidade que era de esperar devido ao longo tempo que não via a esposa. Mas esta estranha o tom daquele (já que, para ela, Anfitrião havia acabado de deixá-la). Para espanto de Anfitrião e Sósia, Alcmena lhes afirma ter passado a noite com o marido. Também diz ter revisto Sósia (na verdade, Mercúrio), o que o escravo desmente.  Alcmena ainda conta-lhes detalhes da vitória dos tebanos na guerra e menciona a taça que o marido lhe dera de presente antes de partir na véspera. Bastante confundido, Anfitrião conclui que a mulher só pode estar louca.
O comandante tebano submete a esposa a um interrogatório, ao que ela, com a serenidade de quem conta a verdade, narra os episódios da noite anterior: tinha recebido o marido, ceado com ele e passado a noite na cama com ele. Ante essa informação, Anfitrião acusa-a de desonra e traição. Para provar que diz a verdade, Alcmena mostra a ambos a taça com que o marido lhe presenteara – a mesma que Anfitrião julgava trazer dentro de um cofre inviolado. Quando abrem o cofre, ele e Sósia constatam que a taça já não está lá. Aturdido, Anfitrião decide ir buscar Naucrates, parente de Alcmena e também membro do exército tebano, a fim de que este confirme que marido e esposa não podiam ter passado a noite juntos. Ele então se retira de cena, no que é seguido por Sósia.

### Ato III

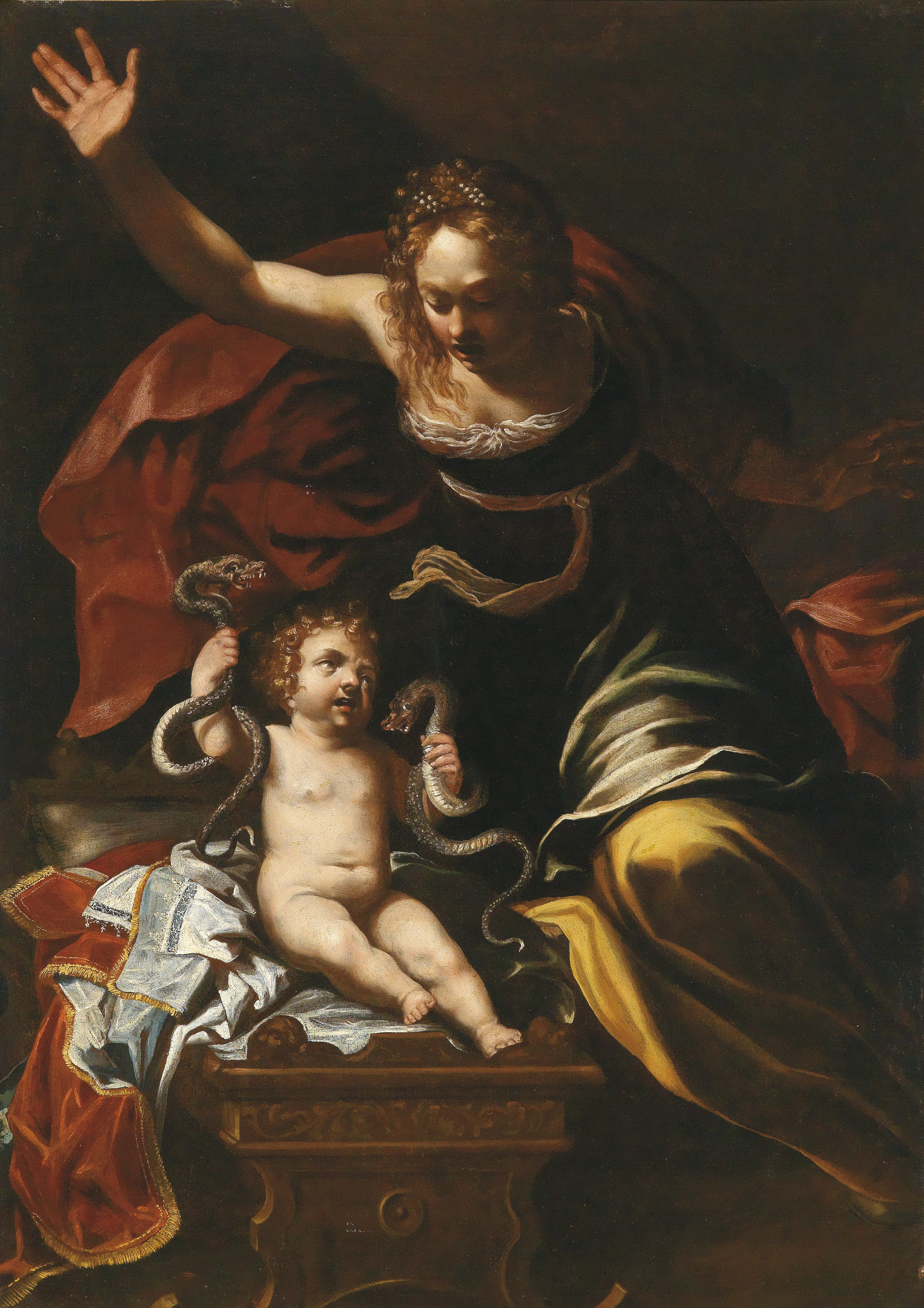
Outra representação do nascimento de Hércules, aqui em afresco atribuído ao italiano Bernardino Mei, por volta do ano 1676. Logo atrás da criança se destaca sua mãe, a bela Alcmena

Sozinho em cena, Júpiter conta ao público que planeja corrigir todo o mal que havia causado ao casal, pois não julgava correto que Anfitrião acusasse Alcmena injustamente de um crime por causa de seus próprios atos na pele do mortal. Antes, porém, ele pretende armar uma confusão ainda maior. Sempre na forma de Anfitrião, volta ao encontro de Alcmena, roga-lhe perdão e diz que tudo não passara de um teste; só queria ver como ela reagiria ante as acusações de desonra. Ainda desolada, ela chega a pedir ao outro que lhe deixe partir, mas, diante de suas súplicas, acaba por perdoá-lo.
Nisso, chega o verdadeiro Sósia. Para se ver livre dele, Júpiter lhe pede que vá buscar Blefarão, o piloto da tropa, para jantar em sua casa. Júpiter se prepara para usufruir um pouco mais da companhia de Alcmena. Antes de ir ao encontro dela, pede a Mercúrio que se encarregue de manter o verdadeiro Anfitrião longe de casa. Obediente, o filho de Júpiter se posta sobre o telhado enquanto espera Anfitrião, sempre disfarçado de Sósia, e assim termina o ato.

### Ato IV
Anfitrião retorna à casa sem ter encontrado Náucrates e disposto a continuar a inquirir a mulher. Ao chegar, é recebido com uma profusão de insultos por Mercúrio, que chega a lhe atirar uma telha em cima. Mercúrio diz a Anfitrião que ele não pode ser quem afirma ser, pois o “verdadeiro Anfitrião” está dentro da morada, tendo lá os seus prazeres com Alcmena. Enfim, Mercúrio volta para o interior da casa, deixando Anfitrião desnorteado do lado de fora.
Na sequência, Sósia regressa à casa com Blefarão, que reluta em acreditar na insólita história do outro. Ambos vão ter com Anfitrião, mais confuso do que nunca. Ele estranha a chegada de Blefarão e nega que o tenha mandado chamar para o jantar. Ato contínuo, enche Sósia de pancadas, desforrando-se dos impropérios que acreditava terem partido do escravo. Blefarão intercede e sugere a Anfitrião que toda aquela confusão podia ser obra de algum feiticeiro.
Então Júpiter, o falso Anfitrião, sai de casa para encontrar os três. Pela primeira vez na peça, os dois Anfitriões encontram-se pessoalmente, e então já não se sabe quem é quem. Sósia não sabe qual dos dois é o feiticeiro e entra para a cozinha. Os dois Anfitriões se engalfinham, e Blefarão não sabe a qual dos dois deve ajudar. Ambos interrompem a briga para tentar esclarecer a história de uma vez por todas, tendo Blefarão como juiz.
Alternadamente, os dois respondem com absoluta precisão às perguntas propostas por Blefarão, a respeito dos recentes episódios da guerra e da biografia de Anfitrião. Finalmente, como teste cabal, ambos exibem a mesma cicatriz, no braço direito, da ferida feita por Ptérela na batalha. Blefarão então desiste de ajudá-los e vai embora com sua perplexidade. Júpiter volta ao interior do lar, pois Alcmena está em trabalho de parto. Desolado, Anfitrião decide entrar à força, mas bem nesse momento ouve-se o estrondo de trovões e ele cai desfalecido.

### Ato V

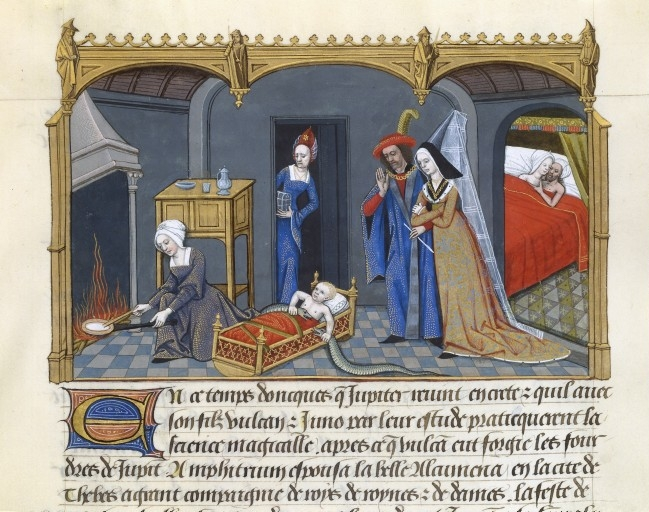
Alcmena e Anfitrião veem Hércules matar as duas serpentes; ilustração de Robinet Testard (1470-1531) para a edição de Cognac do século XVI da obra Histoires de Troyes, publicada pela primeira vez por Raoul Lefèvre no século XV

Brômia, criada de Alcmena e Anfitrião, sai de casa em desespero. Ela conta ao público que, em casa, haviam sucedido coisas extraordinárias. Segundo ela, quando sua ama estava parindo, evocou os deuses em busca de proteção. Nesse exato instante, ouviu-se o estampido dos trovões, e todos se atiraram no chão. Do céu chegou-lhes uma voz, dizendo-lhes que não temessem e que um habitante do céu estava por se unir a eles. Então Brômia ouviu os chamados de sua ama e, ao atendê-la, viu que ela dera à luz filhos gêmeos.
A criada enfim nota a presença de Anfitrião, que se recompõe, ainda aturdido. Ela relata ao amo tudo o que sucedera no interior do lar. Apesar de tudo, Anfitrião fica contente com a notícia do nascimento dos gêmeos. Brômia conta-lhe ainda a parte mais extraordinária: um dos meninos era extremamente forte, tanto que ninguém conseguira pôr-lhe fraldas. Além disso, quando os gêmeos repousavam nos berços, duas serpentes apareceram não se sabia de onde e se puseram a atacá-los. Mas o menino tão forte simplesmente havia agarrado e matado as víboras. Enquanto isso sucedia, uma voz chamou claramente por Alcmena. Era Júpiter, que enfim contou à mulher todo o estratagema: o tempo todo, era ele quem se havia feito passar por Anfitrião para, em segredo, manter relações com ela; um dos meninos era filho seu, enquanto o outro era de Anfitrião.
Impressionado com a história da criada, o general tebano cogita recorrer a Tirésias, o adivinho da cidade, em busca de esclarecimentos. Mas, antes que pudesse fazê-lo, ouve-se novo trovão: é novamente Júpiter, que lhe aparece sobre as nuvens e lhe confirma toda a verdade. Diz que o filho gerado a partir de sua semente divina traria a Anfitrião uma glória imortal. E que este deveria voltar às pazes com Alcmena, que era inocente e não merecia que o marido a tivesse em baixa estima. Dito isso, Júpiter retorna ao céu. Enfim satisfeito, Anfitrião obedece a Júpiter e entra em casa para ter com a esposa. Antes, porém, pede à plateia um forte aplauso em louvor ao deus supremo.

## Comédia de erros
“Anfitrião” é um clássico exemplo do que se costuma chamar de ''comédia de erros'', baseada na confusão, neste caso criada entre os personagens humanos e as divindades que assumiram a sua aparência.
A semelhança entre os atores que deviam representar dois personagens, um a cópia do outro, era alcançada com perucas e acessórios e talvez auxiliada por máscaras.
Neste caso, há opiniões divergentes entre os estudiosos. As máscaras eram seguramente utilizadas no teatro grego, ao passo que talvez não fossem adequadas ao teatro plautino, que se fiava muito nas expressões faciais.
Em todo caso, a diferença entre os personagens humanos e os divinos era bem visível para o espectador: duas asas despontavam do chapéu do ator que encarnava Mercúrio, enquanto Júpiter era munido de uma trança de ouro (detalhes dos quais o público havia sido advertido no prólogo pelo próprio Mercúrio).

## Adaptações dramatúrgicas
“Amphitruo” foi o título de uma tragédia perdida de Sófocles, mas muitos outros que usaram essa história preferiram conferir-lhe um tratamento cômico. Plauto, o comediógrafo romano, usou a história para apresentar Anfitrião, sua peça burlesca. O tratamento dramático de Plauto tem tido presença constante nos palcos desde a sua estreia. Foi a única peça de Plauto que seguiu sendo representada durante a Idade Média, embora modificada. Foi montada regularmente durante o Renascimento e foi a segunda comédia antiga a ser traduzida para a língua inglesa.
A peça de Plauto inspirou vários outros trabalhos teatrais durante o século XVI, incluindo três peças em língua espanhola, duas peças em italiano e uma comédia em português escrita por Luís de Camões. Em 1636 Jean Rotrou traduziu a obra de Plauto em uma bem-sucedida produção em língua francesa, “Les Deux Sosies”. Essa obra inspirou a altamente exitosa “Amphitryon”, de Molière (1668). Foi da fala da peça de Molière Le véritable Amphitryon est l’Amphitryon ou l’on dîne (em português, O verdadeiro Anfitrião é o Anfitrião onde se janta) que o nome Anfitrião passou a ser usado para designar alguém que recebe os convidados de maneira generosa; sempre com esse sentido, a palavra “amphitryon” foi incorporada ao vocabulário francês, enquanto o cognato em espanhol é “anfitrión” – além, é claro, da palavra “anfitrião” em português. Inúmeras outras versões continentais inspiradas em Plauto seguiram-se à peça de Molière, incluindo uma versão cristianizada de Johannes Burmeister.
A primeira obra em língua inglesa remotamente baseada em Plauto foi um interlúdio em “Jacke Juggler”, no século XVI. “What You Will” (1607), de John Marston, também foi parcialmente baseada em Plauto. A primeira obra de fôlego em que Plauto era a fonte principal foi “The Silver Age” (1613), de Thomas Heywood. “Amphitryon” (1690), de John Dryden, é baseada na versão de Molière, bem como na de Plauto. Algumas notáveis inovações da adaptação de Dryden incluem a música de Henry Purcell e a personagem de Fedra, que flerta com Sósia, mas acaba cedendo às promessas de riqueza feitas por Mercúrio.
Na Alemanha, “Amphitryon” (1807), de Heinrich Von Kleist, segue sendo a versão do mito mais frequentemente encenada, com Kleist usando a incapacidade de Alcmena em distinguir Júpiter e Anfitrião para explorar questões metafísicas; Giselher Klebe escreveu em 1961 a ópera “Alcmena” baseada nessa peça. Outras montagens alemãs incluem a obra postumamente publicada de Georg Kaiser “Double Amphitryon” (“Zweimal Amphitryon”, 1943) e “Amphitryon” (1968), de Peter Hack.
Na França, o mito foi o tema de uma peça de Jean Giradoux, “Amphitryon 38” (1929), sendo o número no título uma excêntrica estimativa de Giradoux de quantas vezes a história tinha sido encenada anteriormente. Foi adaptada para o inglês por S. N. Behrman e viveu uma bem-sucedida temporada na Broadway em 1938. A versão de Plauto foi a base do musical de Cole Porter “Out of This World” (1950). Em 1991, foi a base do filme “Hélas pour moi”, de Jean-Luc Godard.
A clássica versão antinazista de 1935, “Amphitryon”, foi baseada em Kleist.
Um releitura brasileira, sob o título de "Um Deus Dormiu Lá em Casa", escrita pelo teatrólogo Guilherme Figueiredo estreou em 13 de dezembro de 1949, no Teatro Copacabana, no Copacabana Palace, no Rio de Janeiro e contou no seu elenco com Paulo Autran e Tônia Carrero, ambos estreando profissionalmente nesta peça. 

## Nota
- Este artigo foi inicialmente traduzido, total ou parcialmente, do artigo da Wikipédia em inglês cujo título é «Amphitryon», especificamente desta versão.
- Este artigo foi elaborado a partir tradução do artigo Anfitrione (Plauto), da Wikipédia em italiano, que se encontrava nesta versão.

## Ver Também
1. Aulularia, Asinaria e Curculio, de Plauto
2. Terêncio
3. Um Deus Dormiu Lá em Casa

## Ligações Externas
- «Peças de Plauto no Projeto Gutenbeg»
- «Obras de Plauto». textos com concordâncias e lista de freqüência